# Anydrophila sabouraudi
Anydrophila sabouraudi är en fjärilsart som beskrevs av D. Lucas 1907. Anydrophila sabouraudi ingår i släktet Anydrophila och familjen nattflyn. Inga underarter finns listade i Catalogue of Life.